# Teta-de-vaca
Solanum mammosum é comumente conhecido como nipplefruit, cabeça de raposa, ou Teta-de-vaca, é uma fruta tropical Panamericana não comestível. A planta é cultivada para fins ornamentais, em parte por causa da extremidade distal da semelhança da fruta com uma mama humana, enquanto a extremidade proximal se parece com o úbere de uma vaca. Pertence à família Solanaceae, e parte do gênero Solanum, tornando a planta parente da berinjela, tomate e batata. Esta fruta venenosa é nativa da América do Sul, mas foi naturalizada no sul do México, nas Grandes Antilhas, na América Central e no Caribe. A planta se adapta bem à maioria dos solos, mas prospera em solo úmido e argiloso. Tais plantas contam com um porte entre 0,5 a 2 metros de altura.